# Capsicum friburgense
Capsicum friburgense är en potatisväxtart som beskrevs av Bianch. och Barboza. Capsicum friburgense ingår i släktet spanskpepparsläktet, och familjen potatisväxter. Inga underarter finns listade i Catalogue of Life.